# Lexus LBX
Lexus LBX (Nhật: レクサス・LBX Hepburn: Rekusasu LBX) là một mẫu SUV crossover hạng sang cỡ nhỏ được sản xuất bởi Lexus, thương hiệu con của tập đoàn Toyota. Chủ yếu nhắm đến thị trường châu Âu và Nhật Bản, LBX đã được giới thiệu vào tháng 6 năm 2023 tại Milan, Ý với vai trò là mẫu xe nhỏ nhất trong dải sản phẩm của Lexus, xếp dưới UX thuộc phân khúc C. Đây cũng là mẫu Lexus đầu tiên sử dụng nền tảng GA-B, tương tự với Toyota Yaris Cross XP210 và Toyota Yaris XP210. Xe dự kiến sẽ được đưa vào sản xuất vào cuối năm 2023 và chính thức có mặt tại các showroom ở châu Âu cùng một số thị trường khác vào đầu năm 2024.
Theo Lexus, cái tên "LBX" là viết tắt của các từ "Lexus Breakthrough X(cross)-over". Đây là mẫu xe thứ hai của hãng có ba chữ cái trong tên gọi, sau Lexus LFA ra mắt vào năm 2011. Xe được đặt tên là LBX thay vì BX nhằm tránh xung đột nhãn hiệu với Citroën, hãng sản xuất của dòng BX ở Châu Âu từ năm 1982 đến 1994.

## Tổng quan
Quá trình phát triển LBX do kỹ sư trưởng Endo Kunihiko chỉ đạo. Theo Endo, để đạt được độ tinh tế mong muốn trong LBX nhằm theo kịp các tiêu chuẩn của Lexus là điều không hề dễ dàng, vì họ phải thực hiện cách tiếp cận khác đối với việc lắp đặt vật liệu cách âm truyền thống. So với pin NiMH thông thường thì loại pin mới sử dụng trên xe có phần nhẹ hơn và nhỏ gọn hơn, đồng thời có khả năng sạc và xả. Kết quả, công suất pin có thể được cực đại hóa để tận dụng động cơ điện lớn hơn so với người anh em Yaris Cross.
Phần trước của LBX được trang bị hệ thống treo MacPherson, trong khi hệ thống treo sau có thanh dầm xoắn vốn được sử dụng phổ biến trên các dòng xe dẫn động cầu trước hạng A, B phổ thông, đồng thời còn có hệ thống treo tay đòn kép dành cho loại dẫn động toàn bộ bánh. Để tăng cường khả năng kiểm soát thân xe và độ ổn định, Lexus đã tích hợp thêm công nghệ Kiểm soát tư thế phanh, một hệ thống sử dụng phanh tự động để giảm thiểu độ chếch của xe khi thắng gấp.

## Trang bị

### Thân xe

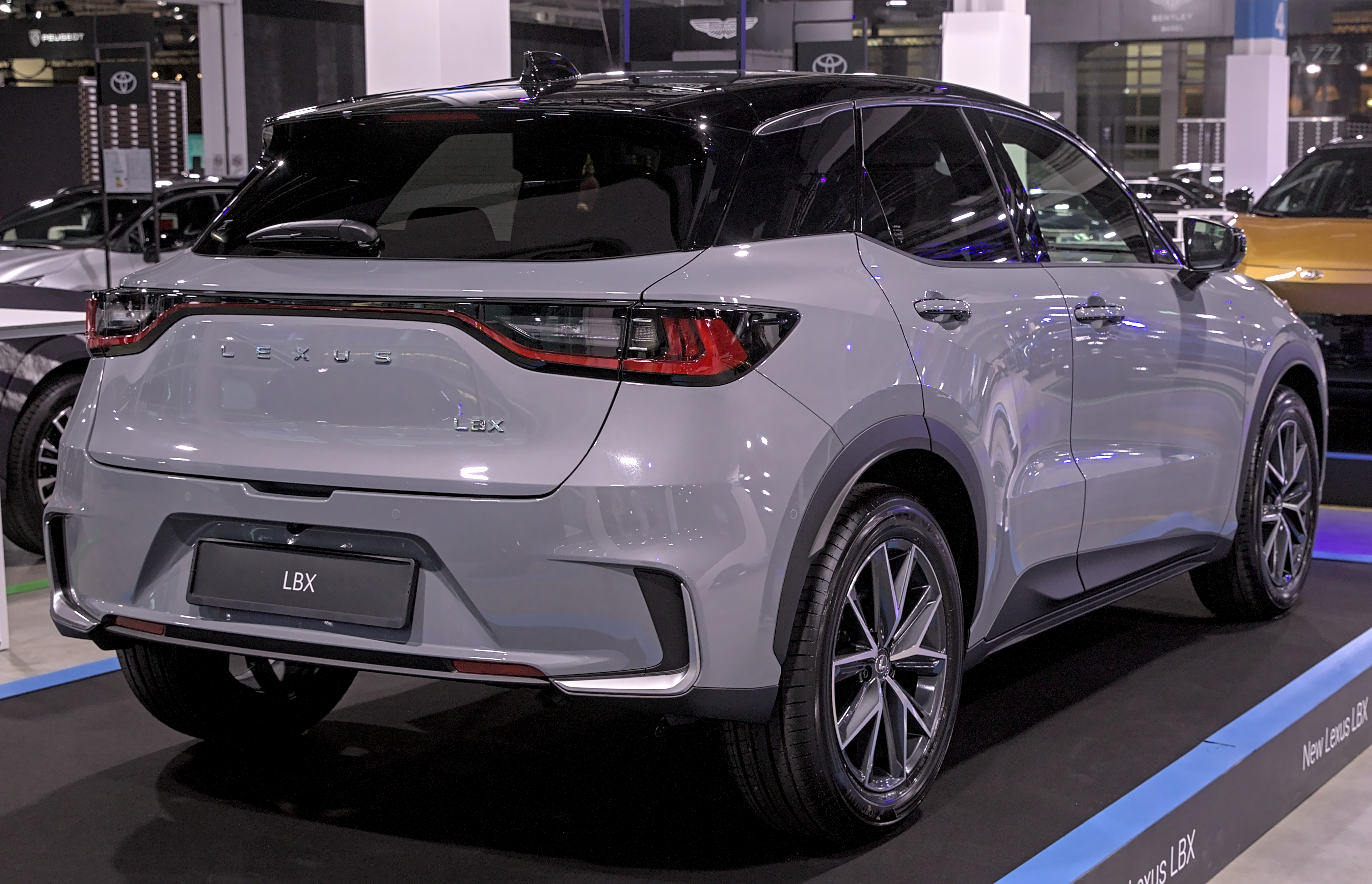
Đuôi xe

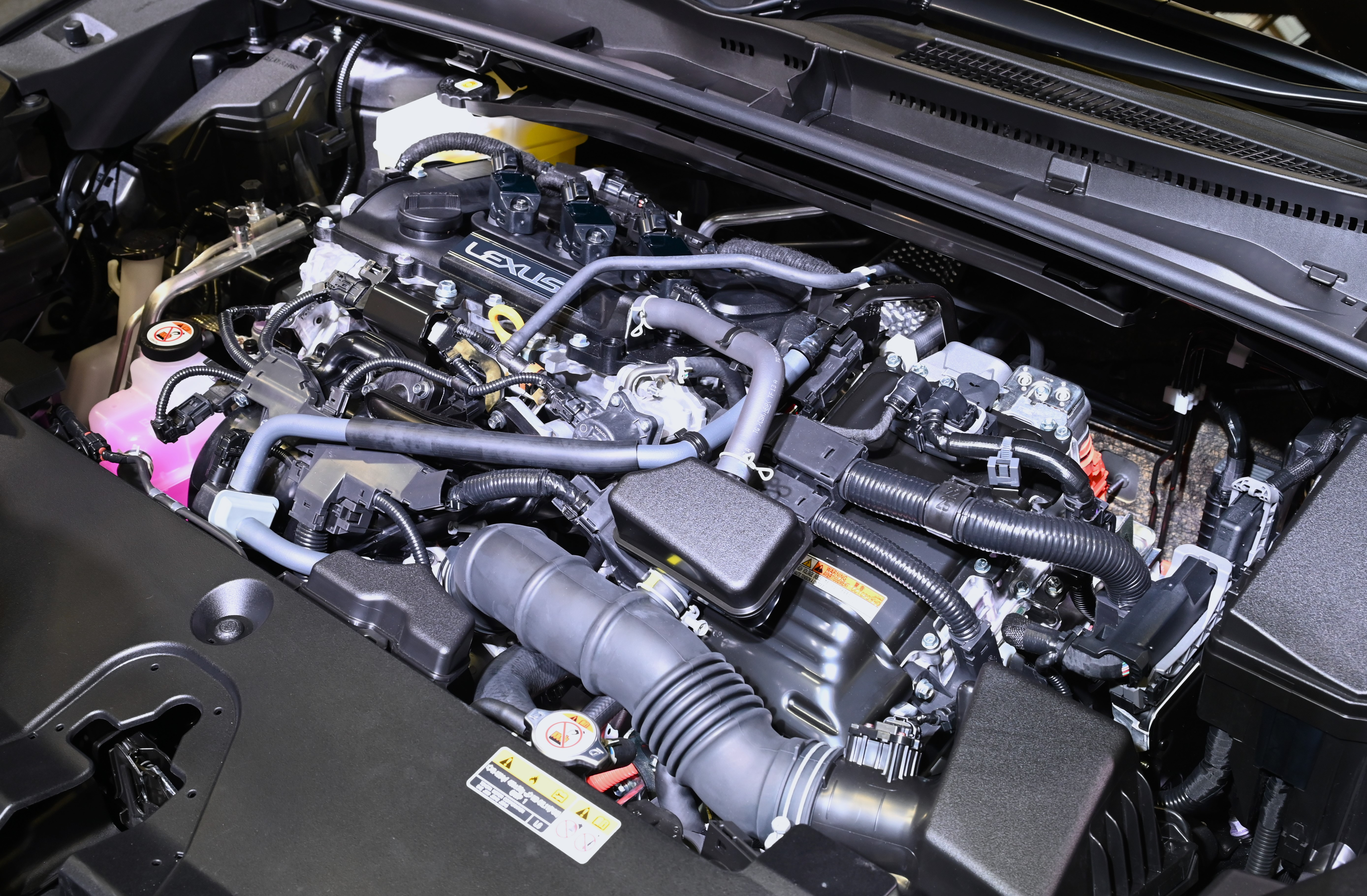
Động cơ xe

LBX là mẫu xe Lexus đầu tiên sử dụng hệ dẫn động cầu trước và nền tảng GA-B thuộc phân khúc B. Khác với những chiếc Lexus khác, lưới tản nhiệt hình con suốt truyền thống đã có sự cải tiến, không bo viền, với họa tiết hình tổ ong hòa vào cản va, tương tự như phong cách của dòng RX thế hệ thứ năm. LBX là sản phẩm kế thừa triết lý "Resolute Look" của Lexus, đã xuất hiện trên chiếc LF-S vào năm 2003 và được coi là phong cách thiết kế được áp dụng lên các dòng xe Lexus từ đầu những năm 2000. Tuân theo nguyên tắc thiết kế của "Next Chapter Design", các trụ trước được kéo về phía sau khiến cho cabin trông có phần nhỏ gọn, đồng thời còn làm nắp ca-pô dài hơn mang lại dáng vẻ thể thao. Phần đuôi xe LBX sở hữu đèn hậu LED được bao quanh bằng dải đèn có thiết kế xuyên suốt, phong cách gần giống với đàn anh Lexus RX.
LBX có bộ lưới tản nhiệt không viền làm nổi bật lên những đường nét của thiết kế hình con suốt đặc trưng. Thiết kế của xe tỏ ra hiệu quả về mặt khí động học, giúp tạo ra đủ luồng khí chạy khắp và xung quanh xe. Đèn chạy ban ngày và đèn báo rẽ được tích hợp chung vào các cụm đèn đa năng. Những chi tiết hình chữ L hướng ra ngoài thay vì hướng vào trong để hài hòa với hướng của đèn rẽ. Xe có sẵn bộ vành loại 17 hoặc 18 inch, cùng với các tùy chọn phiên bản gồm Emotion, Cool, Elegant và Relax.

### Nội thất

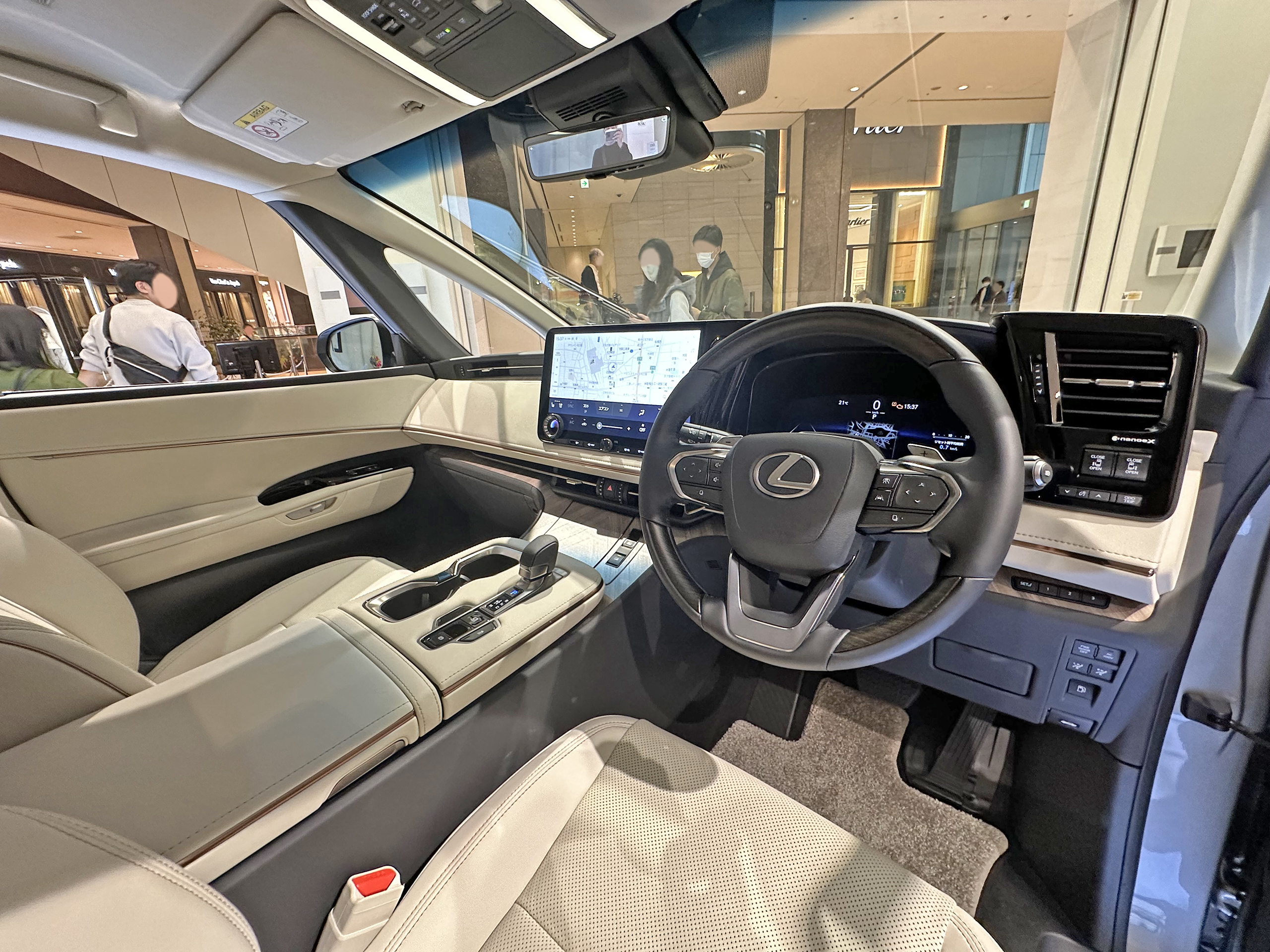
Nội thất của xe

Mục tiêu chính mà các nhà thiết kế của Lexus muốn hướng tới là phần nội thất đơn giản và tinh tế. LBX có sẵn rất nhiều loại nệm bọc, đồ trang trí và da bán aniline chất lượng cao, với phần nội thất thân thiện với người ăn chay sử dụng da tổng hợp và vật liệu thuần chay cho bọc ghế, vô lăng, cần số cũng như viền cửa. Ánh sáng xung quanh xe làm bật nổi hiệu ứng "Omotenashi", có nghĩa là lòng hiếu khách trong tiếng Nhật. Hiệu ứng này nhằm gợi lên sự chào đón và làm cho người sử dụng có cảm giác như đang ở nhà. Hệ thống chiếu sáng trên xe cung cấp 50 tùy chọn màu sắc, với các chủ đề phù hợp với những tâm trạng khác nhau.
Phần khoang lái mang triết lý thiết kế 'tazuna' đã từng có dịp được người xem diện kiến trên mẫu xe concept LF-30 Electrified hồi 2019. Từ tazuna có nghĩa là "dây cương" dùng để điều khiển ngựa. LBX được bổ sung bảng đồng hồ kỹ thuật số có kích thước 12,3 inch, lớn nhất từ trước đến nay trên các dòng xe Lexus. Ngoài ra, màn hình hiển thị thông tin kính lái HUD là một tùy chọn dành cho khách hàng, đồng thời xe còn có sẵn nhiều chế độ lái khác nhau. LBX có những miếng đệm ghế cùng với hai ngăn đựng cốc, nhiều khu vực chứa đồ và cổng sạc USB cho điện thoại thông minh. Khoang chứa có dung tích 332 lít (11,7 ft khối) đối với phiên bản dẫn động cầu trước có phần ghế cố định.
Ngoài các chi tiết trên, LBX còn cung cấp màn hình cảm ứng trung tâm cỡ 9,8 inch phục vụ hệ thống giải trí - thông tin Lexux Link Connect có hỗ trợ cập nhật trực tuyến, kết nối Apple CarPlay không dây và Android Auto có dây. Trợ lý "Hey Lexus" sẽ phản hồi lệnh của cả hành khách lẫn người lái ngồi ở ghế trước. Xe được trang bị hệ thống âm thanh cao cấp Mark Levinson 13 loa cùng với một loa siêu trầm đặt ở phía sau xe.

## Hệ dẫn động
LBX sử dụng loại pin nickel hydride kim loại, mà theo lời kỹ sư trưởng Endo Kunihiko, nó cho ra mật độ năng lượng cũng như tiềm năng tiêu thụ lớn hơn so với loại lithium-ion truyền thống. Xe có tổng công suất 136 PS (100 kW; 134 hp) và mô-men xoắn cực đại 185 N⋅m (136 lb⋅ft). LBX tăng tốc từ 0–100 km/h trong 9,2 giây, theo kết quả thử nghiệm của Lexus.
| Loại        | Mã động cơ | Dung tích           | Sức mạnh | Mô-men xoắn | Hiệu suất kết hợp       | Động cơ điện                | Pin                     | Hộp số | Mẫu mã | Hệ dẫn động | Vòng đời |
| ----------- | ---------- | ------------------- | -------- | ----------- | ----------------------- | --------------------------- | ----------------------- | ------ | ------ | ----------- | -------- |
| Xăng hybrid | M15A-FXE   | 1.490 cc (1,5 L) I3 | Chưa rõ  | Chưa rõ     | 100 kW (134 hp; 136 PS) | Đồng bộ AC 1NM (phía trước) | Nickel hydride kim loại | eCVT   | MAYH10 | FWD         | 2023–nay |
| Xăng hybrid | M15A-FXE   | 1.490 cc (1,5 L) I3 | Chưa rõ  | Chưa rõ     | 100 kW (134 hp; 136 PS) | + Đồng bộ AC 1MM (phía sau) | Nickel hydride kim loại | eCVT   | MAYH15 | AWD-i       | 2023–nay |

## Doanh số
Mục tiêu doanh số của Lexus đối với mẫu LBX là 3.500 chiếc mỗi tháng (bao gồm 2.000 chiếc đối với châu Âu, 1.200 chiếc tại Nhật Bản và 300 chiếc ở những thị trường khác như Úc và Đông Nam Á).